# Röhrig

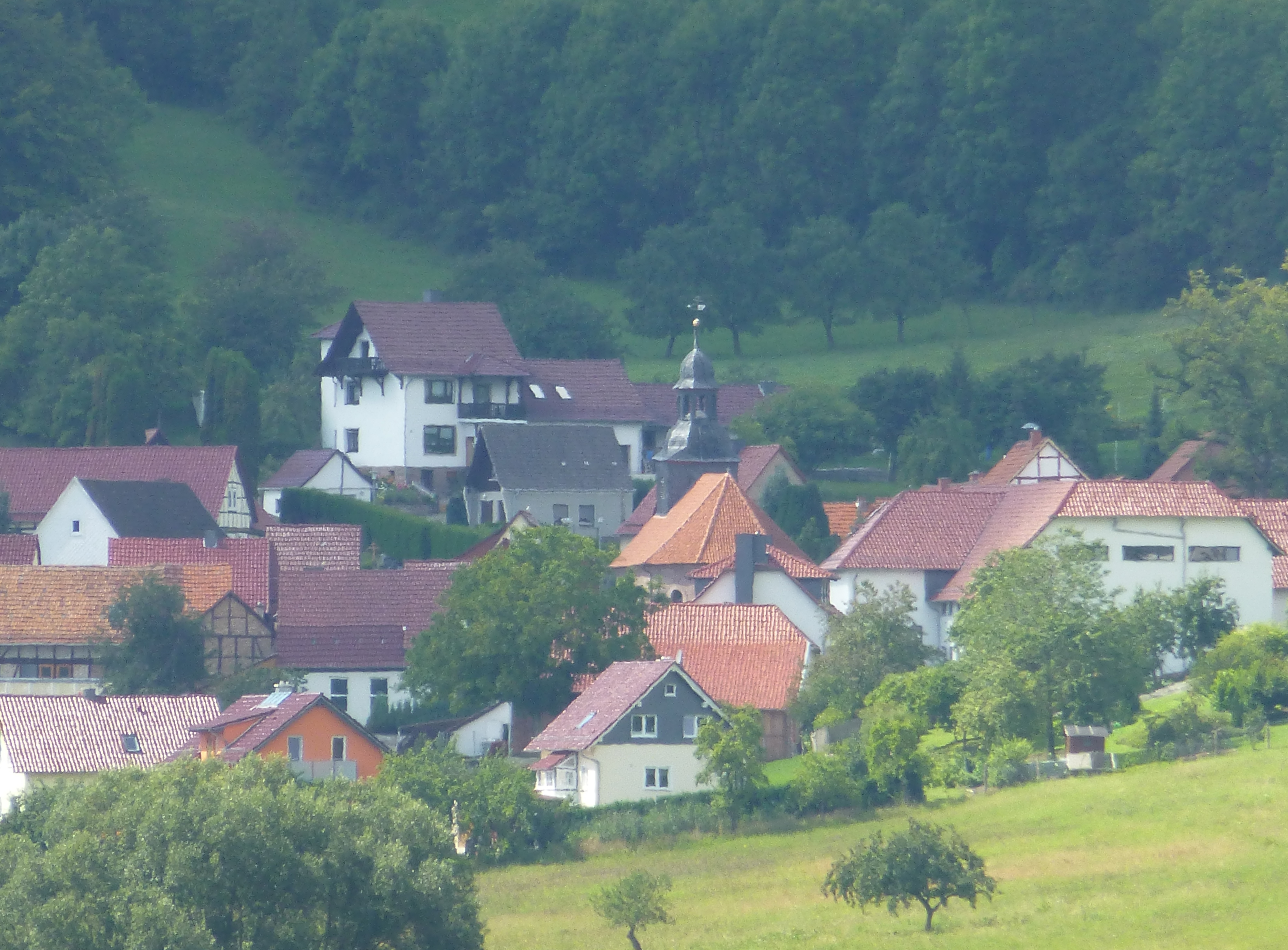
Röhrig

Röhrig ist ein Ortsteil der Landgemeinde Uder im thüringischen Landkreis Eichsfeld.

## Geographie
Der Ort liegt in einer Niederung und ist umgeben vom Erpelsberg im Süden (432 m) und vom Röhrigsberg (485 m) im Norden.

## Geschichte
Röhrig wird 1536 erstmals als „Roorich“ urkundlich erwähnt. Der Name leitet sich vom niederdeutschen Wort „Röhrig“ für Schilfrohr ab. Der Ort gehörte bis zur Säkularisation 1802 zu Kurmainz und unterlag der Gerichtsbarkeit der Familie von Hanstein. 1802 bis 1807 wurde der Ort preußisch und kam dann zum Königreich Westphalen. 1815 bis 1945 war er Teil der preußischen Provinz Sachsen. 1945 bis 1949 kam der Ort zur sowjetischen Besatzungszone und war ab 1949 Teil der DDR. Von 1961 bis zur Wende und Wiedervereinigung 1989/1990 wurde Röhrig von der Sperrung der nahen innerdeutschen Grenze beeinträchtigt. Zwischen 1974 und 1990 war Röhrig ein Ortsteil der Gemeinde Lenterode. Seit 1990 war Röhrig wieder eine selbstständige Gemeinde und gehört zum wieder gegründeten Bundesland Thüringen. Seit dem 1. Februar 1992 gehörte die Gemeinde Röhrig der Verwaltungsgemeinschaft Uder an. Mit Auflösung dieser am 1. Januar 2024 wurde Röhrig ein Ortsteil der neugebildeten Landgemeinde Uder.

### Einwohnerentwicklung
Entwicklung der Einwohnerzahl (31. Dezember):
| - 1933: 279 - 1939: 297 - 1994: 221 - 1995: 221 - 1996: 230 - 1997: 231 - 1998: 229 - 1999: 244 | - 2000: 248 - 2001: 252 - 2002: 256 - 2003: 258 - 2004: 264 - 2005: 267 - 2006: 268 - 2007: 272 | - 2008: 257 - 2009: 255 - 2010: 254 - 2011: 241 - 2012: 241 - 2013: 237 - 2014: 237 - 2015: 236 | - 2016: 224 - 2017: 228 - 2018: 231 - 2019: 235 - 2020: 228 - 2021: 225 - 2022: 221 |

Datenquelle: ab 1994 Thüringer Landesamt für Statistik

## Politik

### Ehemaliger Gemeinderat
Der ehemalige Gemeinderat von Röhrig setzte sich aus sechs Gemeinderatsmitgliedern zusammen.
- Wahlvorschlag Sportgemeinschaft Röhrig e. V. / CDU: 6 Sitze

(Stand: Kommunalwahl am 7. Juni 2009)
Kommunalwahl 2014:

- Sportgemeinschaft Röhrig e. V.: 6 Sitze

### Ehemaliger Bürgermeister
Der ehrenamtliche Bürgermeister Winfried Preiss wurde am 12. Juni 2022 gewählt.

## Wirtschaft und Infrastruktur

### Wasser und Abwasser
Die Trinkwasserver- und Abwasserentsorgung wurde auf den Zweckverband Wasserversorgung und Abwasserentsorgung Obereichsfeld übertragen.

## Kultur und Sehenswürdigkeiten
- Kirche St. Elisabeth aus dem Jahre 1800 mit der Plastik „Unser Herr im Elend“, einer Pietà und einer Statue der Hl. Elisabeth aus spätgotischer Zeit. Sie ist zugleich die einzige Elisabeth-Kirche im Eichsfeld.